# Амперсанд
Амперса́нд (&, иногда — амперсе́нд; англ. ampersand) — логограмма, заменяющая союз «и». Возник как лигатура буквосочетания et (с лат. — «и»).

## Происхождение
Амперсанд является графическим сокращением (лигатурой) латинского союза et («и») — это хорошо видно на изображении амперсанда в курсивном начертании, а также при начертании шрифтом Trebuchet MS.
В «Кратких сведениях по типографскому делу» называется «знаком, заменяющим союз „и“», в «Справочнике технолога-полиграфиста» — «знаком конъюнкции», в «Справочной книге корректора и редактора» (1974) — «специальным компанейским знаком, разновидностью лигатуры».
Амперсанд со второй половины VIII века активно используется переписчиками, а с середины XV века — типографами.

## Название
При произношении английского алфавита (например, при заучивании его в англоязычных школах) перед названиями букв, совпадавших с однобуквенными словами, произносили per se (с лат. — «сама по себе», «как таковая») для того, чтобы отличить букву от совпадающего с ней слова. Данная практика также использовалась при произношении слов по буквам: говорилось «I, per se I», чтобы не путать букву с английским местоимением «I» (то есть «я»). Последним знаком в алфавите шёл «&», и заканчивали произношение алфавита словами: «X, Y, Z, and per se and» («„экс“, „уай“, „зед“ и сама по себе „и“», «„и“ как таковая»). В 1837 году в словарях было зафиксировано слово ampersand.

## Использование

### В русском языке
Союз «и» сам по себе короткий, и сокращение ему не нужно. Поэтому в СССР амперсанд ограниченно применялся в научно-технической документации для обозначения логической операции «и» (например, для логических элементов «И» в электрических схемах).

### В информатике
Амперсанд в программном обеспечении:
В макроязыке Ассемблера ЕС ЭВМ амперсанд служит признаком параметра.
- В Microsoft Excel символ «&» используется как оператор сцепки текстовых значений.
- В языках Си, C++, Java, C#, JavaScript и других символ «&» применяется для обозначения нескольких операторов:
  - для получения ссылки на переменную, унарный оператор, «&» должен предшествовать префиксом идентификатору (имени) переменной (для Javascript это неверно);
  - оператор «&» обозначает побитовое «И»;
  - оператор «&&» обозначает условное логическое И (проверка истинности последующего выражения только при условии истинности предшествующего).
- В протоколе HTTP оператором «&» разделяются аргументы в строке GET-запроса.
- В Бейсике символ &, стоящий сразу после имени переменной, означает тип переменной «длинное целое», а сочетание символов &H означает, что число записано в шестнадцатеричной системе счисления, а в Visual Basic, кроме того, с помощью операции & происходит конкатенация (объединение) строк.
- В SGML (в том числе HTML, XML) конструкция &name; выводит символ по его названию. Её подвид &#xxxx; (где xxxx — число) выводит символ с кодом xxxx из юникод-пространства.
- В большинстве командных интерпретаторов unix-подобных ОС команда, завершённая амперсандом, будет выполняться в «фоновом режиме».

## Кодировка
Юникод содержит несколько вариантов амперсанда:
| Графема | Название                          | Юникод  | HTML            |
| ------- | --------------------------------- | ------- | --------------- |
| &       | AMPERSAND                         | U+0026  | &#38; или &amp; |
| ⅋       | TURNED AMPERSAND                  | U+214B  | &#8523;         |
| ﹠      | SMALL AMPERSAND                   | U+FE60  | &#65120;        |
| ＆      | FULLWIDTH AMPERSAND               | U+FF06  | &#65286;        |
| 🙰       | SCRIPT LIGATURE ET ORNAMENT       | U+1F670 | &#128624;       |
| 🙱       | HEAVY SCRIPT LIGATURE ET ORNAMENT | U+1F671 | &#128625;       |
| 🙲       | LIGATURE OPEN ET ORNAMENT         | U+1F672 | &#128626;       |
| 🙳       | HEAVY LIGATURE OPEN ET ORNAMENT   | U+1F673 | &#128627;       |
| 🙴       | HEAVY AMPERSAND ORNAMENT          | U+1F674 | &#128628;       |
| 🙵       | SWASH AMPERSAND ORNAMENT          | U+1F675 | &#128629;       |